# Seznam hlavních měst států v USA
Toto je seznam států USA a jejich hlavních měst. Hlavní města 33 z 50 amerických států nejsou v daném státě nejlidnatější, podobně jako Washington D.C. není nejlidnatějším městem USA. Pouze dvě hlavní města — Trenton a Carson City — sousedí s jiným státem a Juneau (Aljaška) sousedí s kanadskou provincií Britská Kolumbie.

## Seznam hlavních měst států USA
| Stát             | Hlavní město   | od r. | nejv. lidnatost? | Počet obyv. |
| ---------------- | -------------- | ----- | ---------------- | ----------- |
| Alabama          | Montgomery     | 1846  | Ne               | 200 127     |
| Aljaška          | Juneau         | 1906  | Ne               | 30 987      |
| Arizona          | Phoenix        | 1889  | Ano              | 1 512 986   |
| Arkansas         | Little Rock    | 1821  | Ano              | 204 370     |
| Colorado         | Denver         | 1867  | Ano              | 566 974     |
| Connecticut      | Hartford       | 1875  | Ano              | 124 397     |
| Delaware         | Dover          | 1777  | Ne               | 32 135      |
| Florida          | Tallahassee    | 1824  | Ne               | 156 612     |
| Georgie          | Atlanta        | 1868  | Ano              | 486 411     |
| Havaj            | Honolulu       | 1845  | Ano              | 377 357     |
| Idaho            | Boise          | 1865  | Ano              | 201 287     |
| Illinois         | Springfield    | 1839  | Ne               | 111 454     |
| Indiana          | Indianapolis   | 1825  | Ano              | 791 926     |
| Iowa             | Des Moines     | 1857  | Ano              | 194 163     |
| Jižní Karolína   | Columbia       | 1786  | Ano              | 122 819     |
| Jižní Dakota     | Pierre         | 1889  | Ne               | 13 876      |
| Kalifornie       | Sacramento     | 1854  | Ne               | 467 343     |
| Kansas           | Topeka         | 1856  | Ne               | 122 327     |
| Kentucky         | Frankfort      | 1792  | Ne               | 27 741      |
| Louisiana        | Baton Rouge    | 1880  | Ne               | 224 097     |
| Maine            | Augusta        | 1832  | Ne               | 18 560      |
| Maryland         | Annapolis      | 1694  | Ne               | 36 217      |
| Massachusetts    | Boston         | 1630  | Ano              | 590 763     |
| Michigan         | Lansing        | 1847  | Ne               | 119 128     |
| Minnesota        | Saint Paul     | 1849  | Ne               | 287 151     |
| Mississippi      | Jackson        | 1821  | Ano              | 184 256     |
| Missouri         | Jefferson City | 1826  | Ne               | 39 636      |
| Montana          | Helena         | 1875  | Ne               | 25 780      |
| Nebraska         | Lincoln        | 1867  | Ne               | 225 581     |
| Nevada           | Carson City    | 1861  | Ne               | 57 701      |
| New Hampshire    | Concord        | 1808  | Ne               | 42 221      |
| New Jersey       | Trenton        | 1784  | Ne               | 84 639      |
| New York         | Albany         | 1797  | Ne               | 95 993      |
| Nové Mexiko      | Santa Fé       | 1610  | Ne               | 70 631      |
| Ohio             | Columbus       | 1816  | Ano              | 733 203     |
| Oklahoma         | Oklahoma City  | 1910  | Ano              | 541 500     |
| Oregon           | Salem          | 1855  | Ne               | 149 305     |
| Pensylvánie      | Harrisburg     | 1812  | Ne               | 48 950      |
| Rhode Island     | Providence     | 1900  | Ano              | 176 862     |
| Severní Karolína | Raleigh        | 1794  | Ne               | 380 173     |
| Severní Dakota   | Bismarck       | 1883  | Ne               | 55 533      |
| Tennessee        | Nashville      | 1826  | Ne               | 607 413     |
| Texas            | Austin         | 1839  | Ne               | 709 893     |
| Utah             | Salt Lake City | 1858  | Ano              | 181 743     |
| Vermont          | Montpelier     | 1805  | Ne               | 8 035       |
| Virginie         | Richmond       | 1780  | Ne               | 195 251     |
| Washington       | Olympia        | 1853  | Ne               | 42 514      |
| Wisconsin        | Madison        | 1838  | Ne               | 221 551     |
| Wyoming          | Cheyenne       | 1869  | Ano              | 55 362      |
| Západní Virginie | Charleston     | 1885  | Ano              | 52 700      |